# Fairall 9
 (janvier 2024).
Fairall 9 ou PGC 5106 est une galaxie spirale de Seyfert de type 1; cette galaxie contient un quasar radio-bruyant et multi-émetteur.
Cette galaxie spirale se situe dans la constellation du Toucan à environ 663 millions d'années-lumière,,.

## Découverte
Fairall 9 a été découvert par l'équipe de Anne Lohfink, Christopher Reynolds, Ciro Pinto, William Alston, Steven Boggs, Finn Christensen, William Craig, Andrew Fabian, Charles Hailey, Fiona Harrison, Erin Kara, Giorgio Matt, Michael Parker, Daniel Stern, Dominic Walton, William Zhang travaillant avec le XMM-Newton.

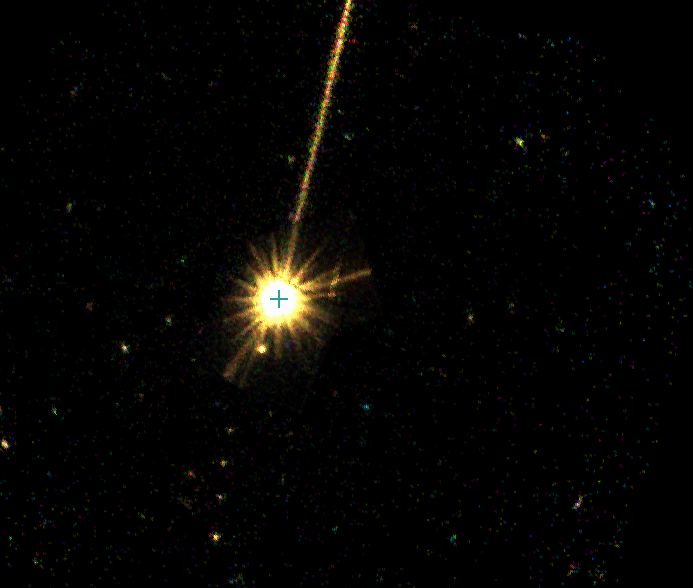
Image de l'étude du XMM-Newton de Fairall 9

## Caractéristiques
Fairall 9 a été principalement étudié par le XMM-Newton et le NuSTAR dans le domaine des rayons X et ondes radio.
Cette étude de Fairall 9 par le XMM-Newton a permis de détecter le quasar central de la galaxie. Ce quasar a une émission variable dans tous les domaines, cette variabilité est due à la corrélation des jets de matière du quasar central.
Une étude par l'instrument SWIFT a permis d'estimer la composition du disque d'accrétion du quasar central, le disque serait principalement composé d'hydrogène, deutérium et d'hélium.
L'étude du NuSTAR a permis de montrer les longueurs d'onde de Fairall 9.
Les longueurs d'onde de Fairall 9 sont entre 11.04 et 14.32 nanomètres,,,

## Trou noir de Fairall 9
Grâce à l'étude du NuSTAR, la masse du trou noir central de Fairall 9 a pu être estimée, elle  serait de 79.43 millions de masses solaires.